# Клеверный (Брянская область)
Клеверный — посёлок в Выгоничском районе Брянской области, в составе Орменского сельского поселения. Расположен в 4 км к северо-западу от деревни Орменка. Население — 6 человек (2010).

## История
Основан около 1930 года; до 2005 входил в Орменский сельсовет.
| Годы      | 1979 | 1989 | 2002 | 2010 |
| --------- | ---- | ---- | ---- | ---- |
| Население | 50   | 22   | 10   | 6    |